# Tylopilus brunneus
Tylopilus brunneus är en svampart som först beskrevs av Robert Francis Ross McNabb, och fick sitt nu gällande namn av Wolfe 1980. Tylopilus brunneus ingår i släktet Tylopilus och familjen Boletaceae.   Inga underarter finns listade i Catalogue of Life.

## Galleri

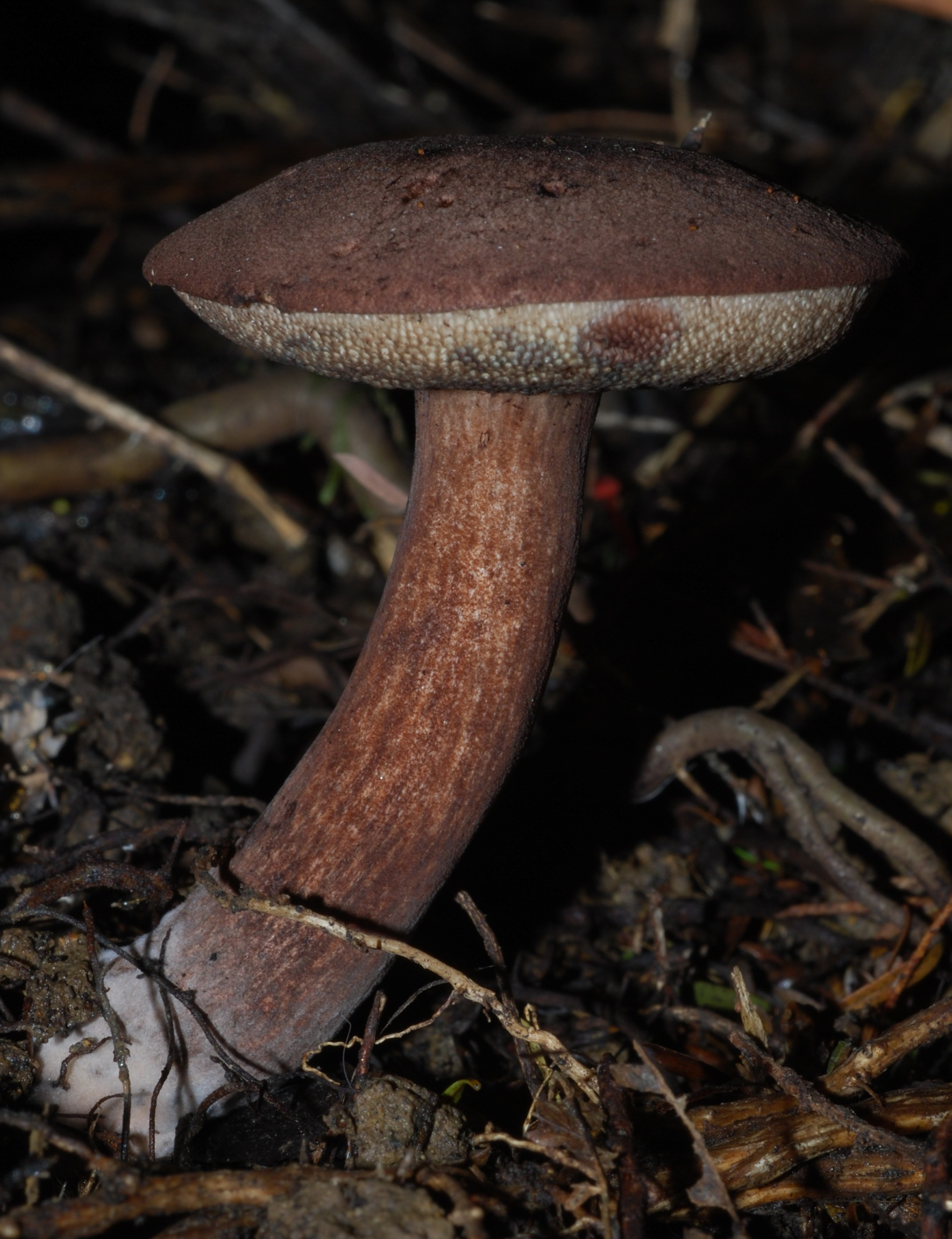
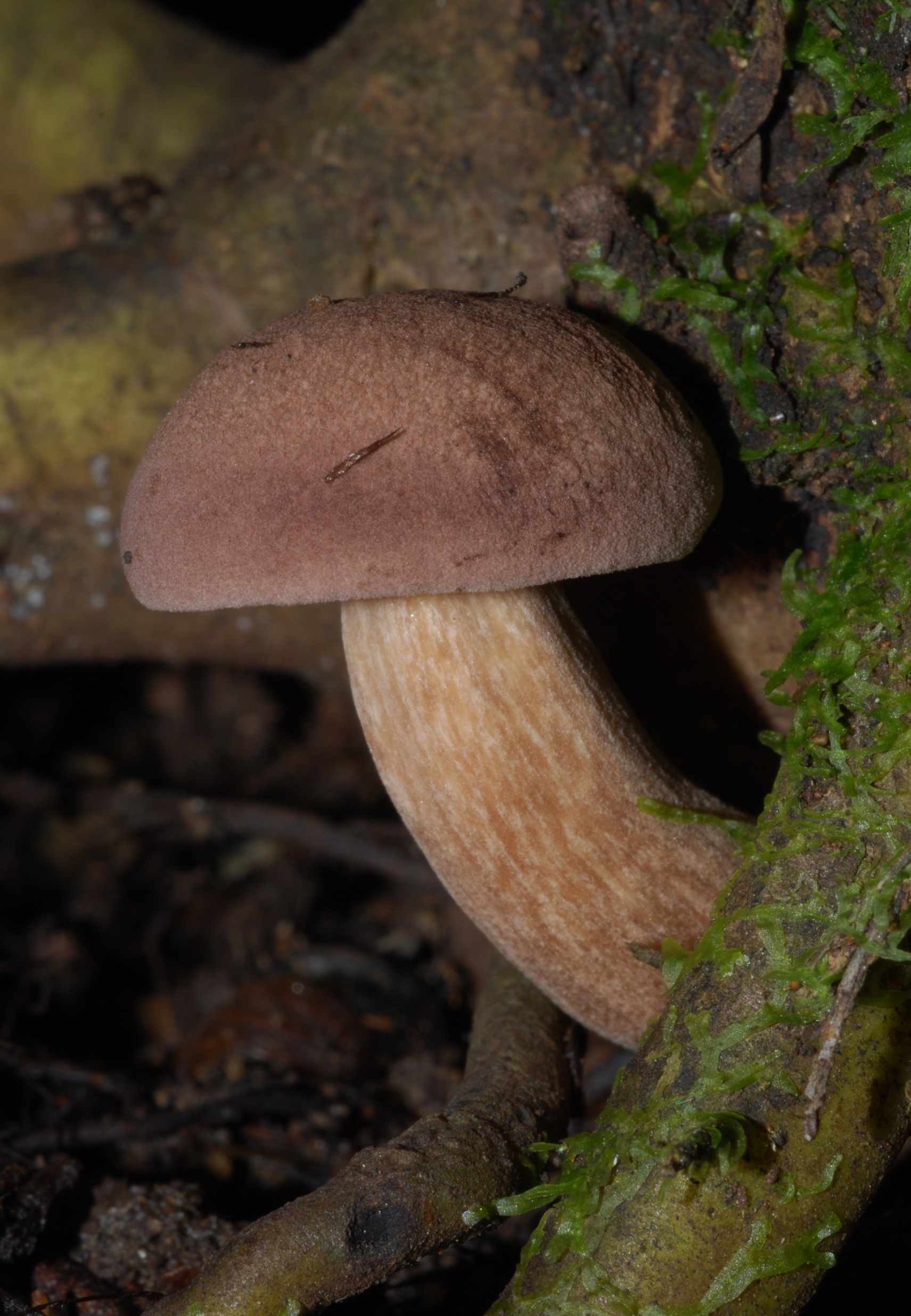
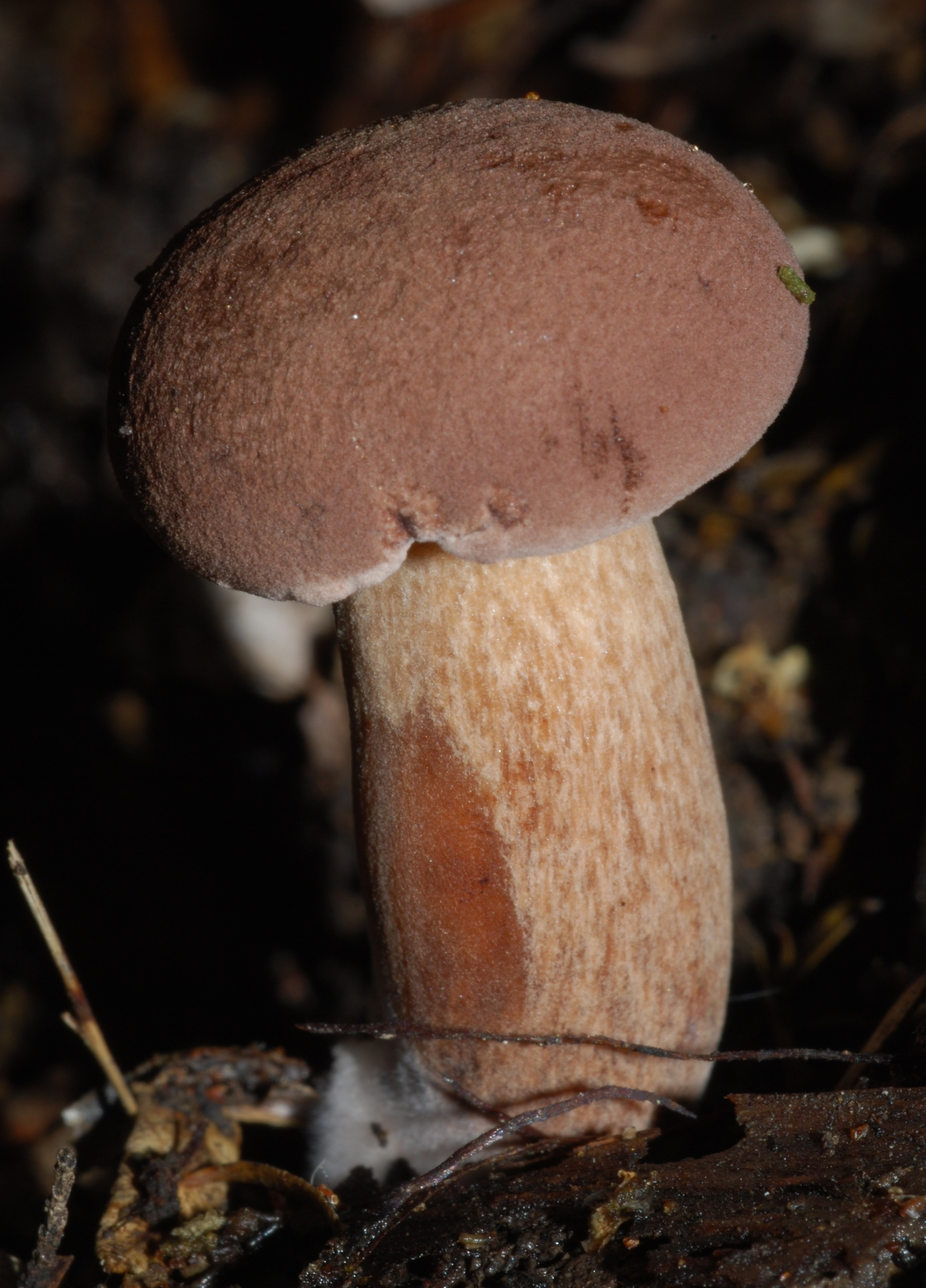